# Siebertův vodní mlýn
Siebertův vodní mlýn v Roštíně stojí na Roštínském potoce. V letech 1958–1987 byl chráněn jako nemovitá kulturní památka České republiky.

## Historie
Vodní mlýn je v Roštíně zmíněn roku 1381. V 18. století prošel přestavbou. V roce 1930 je u něj uvedena pila (zanikla). O šest let později byl modernizován a přebudován na elektrický pohon.

## Popis
Dvoupodlažní mlýnská budova s obytnou částí má polovalbovou střechu s pálenou krytinou. K ní přiléhá přízemní hospodářská budova, kterou původně tvořily dvě části na půdorysu písmene „L“. Z ní se dochovala pouze část kolmá k mlýnské budově postavená z cihelného zdiva a krytá pálenou taškou, která má dřevěné štíty.
Voda k mlýnu vedla náhonem od dřevěného jezu v Olšince asi 300 metrů nad mlýnem. K roku 1930 měl jedno kolo na horní vodu, ke kterému se voda přiváděla dřevěným korytem hlubokým 25 cm z menší vodní nádrže vybudované severozápadně nad mlýnem (průměr kola 422 cm, šířka korečků 82 cm, hltnost 85 l/s, spád 5,7 metru a výkon 3 kW - zaniklo). Dochovala se hřídel vodního kola a z mlecího zařízení z roku 1936 jedna mlecí stolice určená ke šrotování.